# Peninsula Antarctică

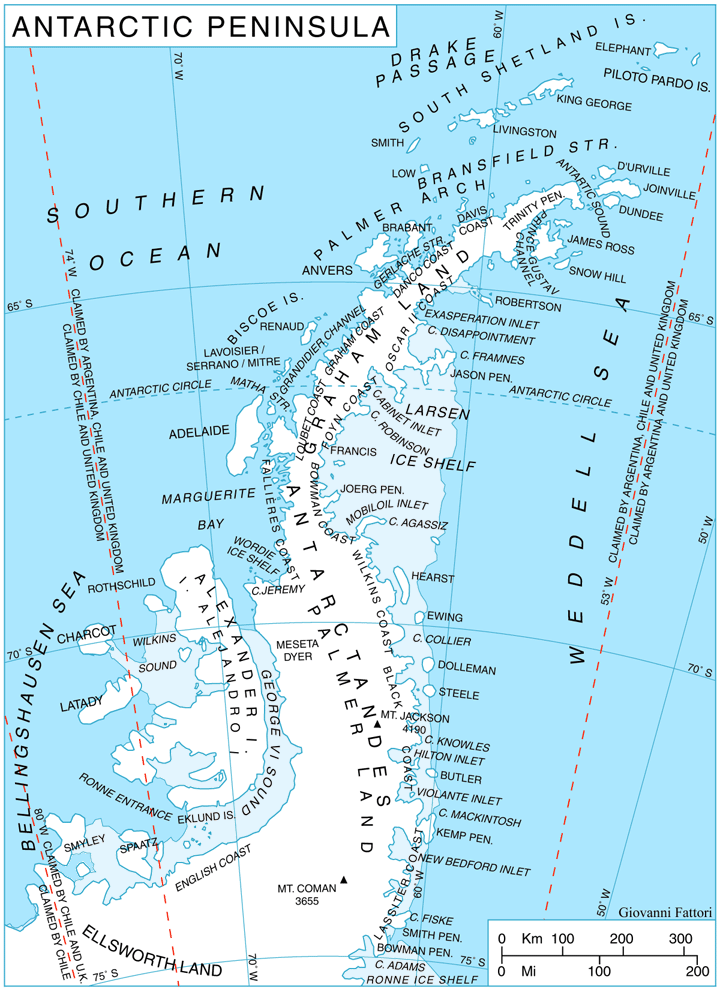
Peninsula Antarctică

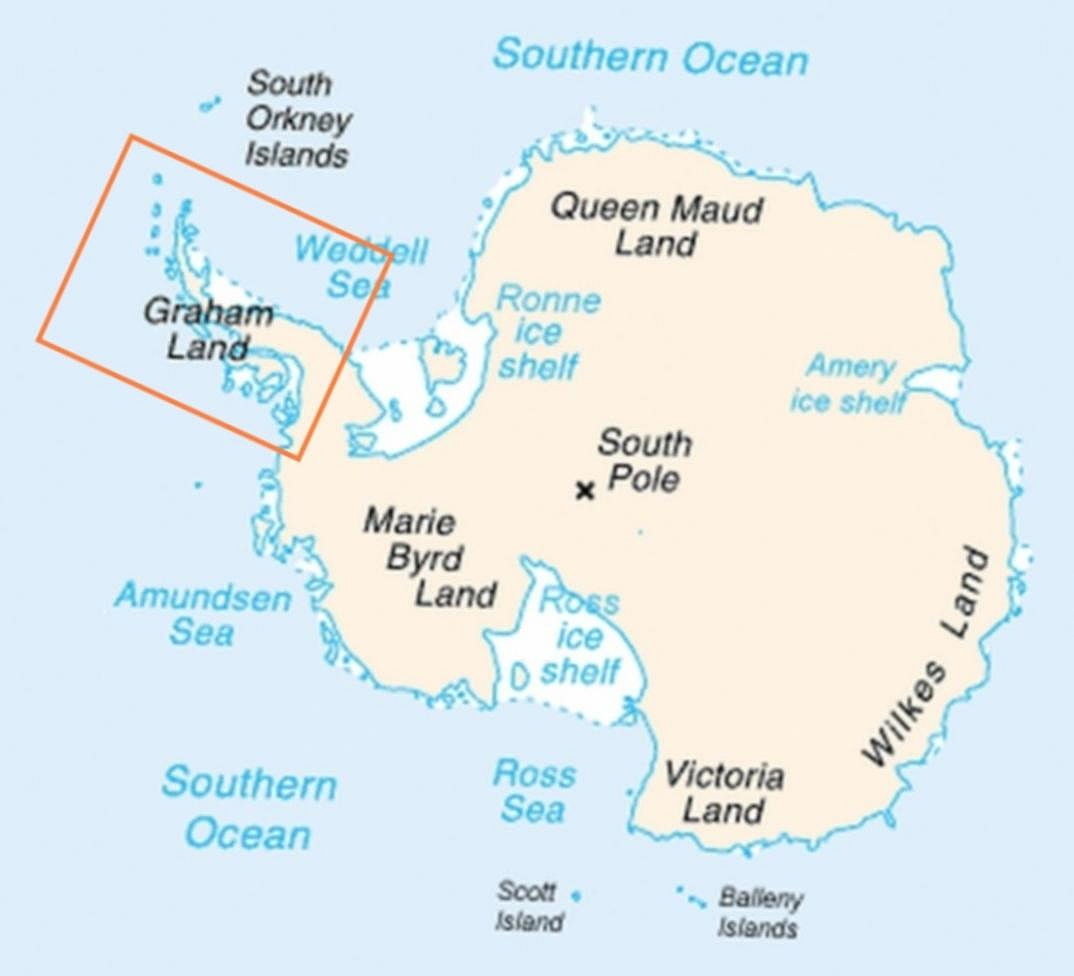
Amplasarea Peninsulei Antarctice în interiorul Antarctidei

Peninsula Antarctică este partea cea mai septentrională a continentului antarctic și singura care se extinde în afara cercului polar de sud. Peninsula se găsește în Antarctida Apuseană, la sud de continentul american, între Marea Bellingshausen la vest și Marea Weddell la est. Țărmul peninsulei de la Marea Weddell este blocat în mare parte de Bariera de Gheață Larsen. Dat fiind faptul că este zona cea mai septentrională a continentului, condițiile climaterice sunt mai blânde ca în restul Antarctidei, pentru acest lucru fiind numit uneori Caraibe Antarctic. Tot din cauza climei mai calde peninsula adăpostește un mare număr de baze de cercetare. 